# Теория возмущений (космология)
В физической космологии космологическая теория возмущений это теория, с помощью которой эволюция структуры понимается в модели Большого Взрыва. Она использует общую теорию относительности для вычисления гравитационных сил, вызывающих рост малых возмущений и, в конечном итоге, образование звёзд, квазаров, галактик и скоплений. Она применима только к ситуациям, в которых Вселенная преимущественно однородна, например, во время космической инфляции и большие части Большого взрыва. Считается, что Вселенная все ещё достаточно однородна, чтобы теория была хорошим приближением в самых больших масштабах, но в меньших масштабах необходимо использовать более сложные методы, такие как моделирование N-тела.
Из-за калибровочной инвариантности общей теории относительности правильная формулировка космологической теории возмущений является тонкой. В частности, при описании неоднородного пространства-времени часто нет предпочтительного выбора координат. В настоящее время существует два различных подхода к теории возмущений в классической общей теории относительности:
- калибровочно-инвариантная теория возмущений, основанная на слоении пространства-времени гиперповерхностями и
- 1+3 ковариантная калибровочно-инвариантная теория возмущений, основанная на нарезании пространства-времени кадрами.

### Калибровочно-инвариантная теория возмущений
Калибровочно-инвариантная теория возмущений основана на разработках Бардина (1980), Кодамы и Сасаки (1984), основанных на работах Лифшица (1946). Это стандартный подход к теории возмущений общей теории относительности для космологии. Этот подход широко используется для расчёта анизотропий в космическом микроволновом фоновом излучении в рамках физической космологии программа и фокусируется на предсказаниях, возникающих из линеаризаций, которые сохраняют калибровочную инвариантность относительно моделей Фридмана-Леметра-Робертсона-Уокера (FLRW). Этот подход в значительной степени опирается на использование ньютоновского аналога и обычно имеет в качестве отправной точки фон FRW, вокруг которого развиваются возмущения. Подход нелокален и зависит от координат, но калибровочно инвариантен поскольку результирующая линейная структура построена из заданного семейства фоновых гиперповерхностей, которые связаны отображениями, сохраняющими калибровку, для слоения пространства-времени. Хотя этот подход интуитивно понятен, он плохо справляется с нелинейностями, естественными для общей теории относительности.

### 1+3 ковариантная калибровочно-инвариантная теория возмущений
В релятивистской космологии с помощью Лагранжева резьбы динамика Элерс (1971) и Эллис (1971) принято использовать калибровочно-инвариантных ковариантная теория возмущений, разработанная Хокинг (1966) и Эллис и Бруни (1989). здесь, а не начиная с фона и возмущающих подальше от фона начинается с полного общей теории относительности и планомерно снижает теории вплоть до линейного вокруг определённой квалификации. Подход является локальным и как ковариантным, так и калибровочно-инвариантным но может быть нелинейным, потому что подход построен вокруг локального сопутствующего кадра наблюдателя (см. Расслоение кадров), который используется для пронизывания всего пространства-времени. Этот подход к теории возмущений создаёт дифференциальные уравнения, которые имеют правильный порядок, необходимый для описания истинных физических степеней свободы, и поэтому нефизических калибровочных режимов не существует. Обычно теорию выражают безкоординатно. Для приложений кинетической теории, поскольку требуется использовать полное касательное расслоение, становится удобным использовать тетраду формулировка релятивистской космологии. Применение этого подхода к вычислению анизотропий в космическом микроволновом фоновом излучении требует линеаризации полной релятивистской кинетической теории, разработанной Торном (1980) и Эллисом, Матраверсом и Трециокасом (1983)